# Франческо I д’Эсте
Франче́ско I (итал. Francesco I d'Este; 6 сентября 1610, Модена — 14 октября 1658, Сантия) — герцог Модены и Реджо с 1629 по 1658 годы, из династии д’Эсте.

## Биография
Сын Альфонсо III д'Эсте и Изабеллы Савойской. Франческо стал герцогом в 1629 году, после отречения его отца.

### Правление
В самом начале правления Франческо, в 1630—1631 годах в герцогстве вспыхнула эпидемия чумы, унёсшая 40 % населения из 70 % заражённых. Франческо вместе с семьёй был вынужден укрыться в Реджо-Эмилии, куда болезнь дошла позже и была менее свирепа. Там он воздал почести Деве Марии делла Гьара, так появилась традиция дома Эсте посещать этот храм.
В начале Тридцатилетней войны герцог вступил в союз с Испанией и захватил герцогство Пармское. В Мадриде он надеялся получить вознаграждение, но вернулся с пустыми руками. Чтобы аннексировать Корреджо после того, как император лишил на него прав принца Сиро, он был вынужден израсходовать 230 000 флоринов и содержать испанский гарнизон.
Немногим позже папа Урбан VIII возжелал заполучить Феррару, как ранее Урбино. Парма, Модена, Венеция и Флоренция объединились против него. Союзники Франческо, обеспокоенные его желанием вернуть себе Феррару, подписали в марте 1644 года мир, оставивший все без изменений. Франческо вновь надеялся на помощь Испании, но так и не получил её. Поэтому он решил сблизиться с Францией и сделал это при помощи кардинала Мазарини. Чтобы заручиться его поддержкой, он женил своего сына Альфонсо на племяннице кардинала, Лауре Мартиноци.
После успешной борьбы с испанцами объединился с Францией и Пьемонтом. С помощью сына Франческо завоевал Алессандрию и Валенцу в 1656—1657 годах. В 1658 году захватил Монтару, однако вскоре заболел малярией и умер на руках своего сына в Сантии.
Герцог был известным меценатом. При его дворе служил известный скрипач-виртуоз и композитор Марко Учеллини, посвятивший Франческо I д’Эсте два сборника своих сочинений.

## Семья
Франческо был женат три раза.
В 1631 году он женился на Марии Фарнезе (1615—1646), дочери герцога Пармского Рануччо I Фарнезе. У супругов было девять детей, из которых выжили:
- Альфонс (1634—1662), с 1658 герцог, был женат на Лауре Мартиноци;
- Изабелла (1635—1666), супруга (с 1664) герцога Пармского Рануччо II Фарнезе;
- Альмериго (1641—1660),
- Элеонора (1643—1722), постриглась в монахини;
- Мария (1644—1684), вторая супруга (с 1668) герцога Пармского Рануччо II Фарнезе.

В 1648 году он женился на Виктории Фарнезе (1618—1649), сестре его покойной жены. У них была одна дочь:
- Виктория (1649—1656).

В 1654 году он женился на Лукреции Барберини (1630—1699), дочери Таддео Барберини. В этом браке родился один сын:
- Ринальдо (1655—1737), в 1686—1695 годах кардинал, с 1694 года герцог, в браке с Шарлоттой Брауншвейг-Люнебургской.